# MTV
MTV, in precedenza acronimo di Music Television, è un canale televisivo a pagamento statunitense con sede a New York lanciato il 1º agosto 1981. Il canale fa parte del gruppo Paramount Skydance Corporation.
L'intento principale del canale era quello di trasmettere una notevole quantità di video musicali, introdotti da diverse personalità che hanno preso col tempo il nome di VJ. A partire dagli anni 2000 ha iniziato a trasmettere molti reality show, nonché serie televisive indirizzate soprattutto al pubblico adolescenziale e ai giovani adulti.
MTV ha inoltre lanciato, per il mercato americano, innumerevoli canali a tema, alcuni dei quali sono in seguito diventati indipendenti. L'influenza che MTV ha avuto sul suo pubblico, come le questioni relative alla censura e all'attivismo sociale, sono e continuano ad essere oggetto di dibattito.

## Storia

### L'idea e il progetto
L'idea di un canale tematico musicale, che poi diede vita ad MTV, venne originariamente a Robert W. Pittman, che in seguito divenne nient'altro che l'amministratore delegato della MTV Networks. Pittman aveva infatti testato un programma televisivo musicale della durata di 15 minuti circa, dal titolo Album Tracks, per la rete WNBC durante gli anni settanta. Il superiore di Pittman, il vicepresidente esecutivo John Lack, introdusse invece PopClips, un programma televisivo creato dall'ex membro dei The Monkees Michael Nesmith, il quale pose una particolare attenzione a questo genere di format verso la fine di quegli anni. A sua volta, l'inspirazione per PopClips proveniva direttamente da un programma della televisione neozelandese per il network TVNZ, dal titolo Radio with Pictures, che venne trasmesso per la prima volta nel 1976.
Inoltre, nel libro The Mason Williams FCC Rapport, lo scrittore Mason Williams affermò che egli avanzò alla CBS l'idea di creare un programma televisivo dedicato alla musica, il cui obiettivo principale era quello di trasmettere musica con immagini introdotti dai disc jockey. Contraria all'idea, la CBS cancellò il progetto, ma Williams non si arrese e decise di comporre un brano musicale strumentale, Classical Gas, che accompagnava lo show televisivo Smother Brothers Comedy Hour, in cui egli era scrittore. Questo libro, contenente l'idea del famoso chitarrista e compositore, venne pubblicato nel 1971, ossia 10 anni prima che MTV venisse al mondo.
I Beatles fecero spesso uso dei video musicali per promuovere gran parte del loro lavoro discografico. L'inaspettato e incredibile uso di questi nel film Tutti per uno, in particolare la performance di "I Should Have Known Better", portò anni dopo MTV a onorare il regista di tale film, Richard Lester, con il premio di inventore dei video musicali.

### La nascita

La prima immagine trasmessa da Music TeleVision fu un montaggio modificato dell'allunaggio dell'Apollo 11.

MTV fu fondata negli Stati Uniti il 1º agosto 1981 come un'operazione della Warner-Amex Satellite Entertainment, una joint venture della Warner Communications e della American Express; in seguito, nel 1985, fu acquistata dalla Viacom Inc. La prima trasmissione si aprì con le parole di John Lack "Ladies and gentleman, rock and roll" ("Signore e signori, rock and roll") e le immagini dell'intera preparazione al lancio dello Space Shuttle Columbia, avvenuto nell'aprile di quell'anno. A queste parole fece seguito il tema musicale originale di MTV, un brano rock composto da Jonathan Elias e John Petersen, mentre il video mostrava lo sbarco del primo uomo sulla luna con in mano una bandiera col logo di MTV, che cambiava velocemente colore, tema e design. L'idea di utilizzare queste immagini fu dei produttori originari di MTV, Alan Goodman e Fred Seibert, i quali intendevano trasmettere allo spettatore la sensazione di assistere ad un momento televisivo storico. Seibert rese noto che l'intenzione originale era quella di citare la celebre frase di Neil Armstrong, ma gli avvocati e lo stesso Armstrong si opposero; pertanto la frase venne censurata con un beep. Al momento preciso del lancio, solo un centinaio di persone in possesso di un sistema televisivo via cavo nel New Jersey riuscì a vedere MTV.
Il primo video musicale ad essere trasmesso fu ironicamente "Video Killed the Radio Star" dei The Buggles, il secondo fu invece "You Better Run" di Pat Benatar.
Quale responsabile dei palinsesti, Robert W. Pittman decise di reclutare una squadra composta da Tom Freston (che poi prenderà il posto di Pittman come amministratore delegato della MTV Networks), Fred Seibert, John Sykes, Carolyn Baker, Marshall Cohen, Gail Sparrow, Sue Steinberg (produttore esecutivo), Julian Goldberg, Liz Nealon, Brian Diamond e Robin Zorn, Steve Casey (creatore del marchio MTV e primo direttore di rete), Marcy Brahman, Ronald E. "Buzz" Brindle, e Robert Morton.
L'influenza di MTV fu rapidissima. Nei paesi dove poteva essere sintonizzato, nel giro di un paio di mesi i negozi di dischi vendettero album e singoli di diversi artisti che le emittenti radiofoniche non avevano fino ad allora trasmesso, come Men at Work, Bow Wow Wow e Human League.

### Lo sviluppo
Subito dopo il lancio di MTV, HBO decise di ideare un programma contenitore di video musicale, col titolo di Video Jukebox, che andò in onda fino alla fine del 1986. Inoltre, proprio durante questo periodo, HBO trasmetteva spesso qualche video musicale tra un film e l'altro. SuperStation WTBS lanciò invece il programma Night Tracks il 3 giugno 1983, che prevedeva 14 ore consecutive di video musicali e venne trasmesso fino al 1992. L'unico aspetto che differiva questo format dal concept di MTV è che questo trasmetteva anche i video di artisti neri, che invece MTV inizialmente escluse dalla programmazione.
Vennero anche lanciati altri canali tematici, indipendenti da MTV; il più famoso fu KVMY Channel 21, che debuttò nel mercato americano nell'estate del 1984 col nome di KRLR-TV Vusic 21. Casualmente, il primo video trasmesso dalla rete fu proprio lo stesso che trasmise MTV, Video Killed the Radio Star. La risposta più concreta ad MTV durante quegli anni fu quella della NBC e del suo Friday Night Videos (in seguito semplicemente Friday Night), un programma di soli video musicali che andò in onda dal 1983 fino alla fine degli anni 1980. Anche ABC partecipò a questa rivoluzione musicale, lanciando nel 1984 il format ABC Rocks, il quale però non ebbe grande successo e fu presente nei palinsesti di rete solo per un anno.
Il fondatore della TBS Ted Turner lanciò Cable Music Channel nel 1984, il quale intento era quello di trasmettere innumerevoli video musicali rock, così come faceva MTV. Ma la società subì un periodo di crisi, e così MTV ne approfittò dapprima per acquisire il network e in seguito per rinominare la rete in VH1.

### L'arrivo in Europa
In Europa, MTV approda via satellite in edizione localizzata il 1º agosto 1987. Per il primo anno, l'edizione europea di MTV viene prodotta ad Amsterdam, mentre dal 1988 la sede principale viene spostata a Londra.
Mentre in altri Paesi europei era possibile riceverla anche via cavo, in Italia (dove la diffusione delle trasmissioni televisive via cavo era praticamente nulla) l'edizione europea di MTV era visibile solamente tramite il satellite Astra. In Italia nei primissimi anni novanta, poiché differentemente da altri Paesi europei la televisione satellitare era ancora poco diffusa, diverse emittenti regionali iniziarono a trasmettere il segnale di MTV Europe per 6 ore al giorno.
Nel 1995 MTV Networks Europe, l'editore dell'edizione europea di MTV, firma un accordo con TELE+, la prima pay-tv italiana disponibile sia sul terrestre analogico che in digitale via satellite col nome DStv, per poter ritrasmettere in chiaro a livello nazionale il suo segnale sulle frequenze di Telepiù 3. Dal 21 giugno 1995 l'edizione europea di MTV diventa visibile per 13 ore al giorno in tutta Italia sulle frequenze di TELE+3, oltre ad essere presente per 24 ore al giorno nel pacchetto satellitare digitale DSTV. Gli orari di trasmissione su TELE+3 dell'edizione europea di MTV sono i seguenti: tutti i giorni dalle 13:00 alle 19:00 e da mezzanotte alle 07:00. Successivamente una legge sulle comunicazioni impedisce a Telepiù di ritrasmettere su TELE+3 l'edizione europea di MTV in chiaro per 13 ore al giorno e venne fissato un tetto massimo di 7 ore al giorno. Telepiù è costretta a criptare 6 delle 13 ore in cui ritrasmette l'edizione europea di MTV su TELE+3, quindi dalla fine del 1996 gli orari di trasmissioni in chiaro sono i seguenti: tutti i giorni dalle 14:00 alle 19:00 e da mezzanotte alle 02:00.
Con l'inizio delle trasmissioni via satellite in digitale, viene ulteriormente sviluppato il processo di regionalizzazione di MTV con l'intento di trasmettere edizioni diverse del canale per le varie regioni d'Europa. A differenza di quanto succede con la televisione analogica terrestre infatti con il digitale si possono trasmettere più segnali su una stessa frequenza. L'edizione inizialmente destinata all'Italia è denominata "MTV Southern" ed era identificata come "MTV 3" nella piattaforma digitale presente sui satelliti Hotbird con cui MTV Networks Europe diffonde in Europa le edizioni europee di MTV. Il nome "MTV 1" viene usato per la storica edizione europea di MTV, mentre "MTV 2" veniva usato per "MTV Central", ossia l'edizione di MTV per i Paesi come la Germania, l'Austria e parte della Svizzera. Dal 1996 è quindi il segnale di MTV 3 che viene ritrasmesso nelle suddette fasce orarie su TELE+3.

### La rivoluzione degli anni 2000
A partire dagli anni 2000, MTV ridusse drasticamente le fasce di rotazione musicale. Mentre nel 2000 i video musicali occupavano 8 ore al giorno del palinsesto di MTV, nel 2008 venivano dedicate alla musica solo 3 ore scarse. Questo fu principalmente dovuto al boom di internet a cui si assistette in maniera rapidissima e che portò lo spettatore a spostarsi dalla TV al computer.
Nonostante il passare degli anni, MTV continuò comunque a dedicare, seppur limitatamente, spazio alla musica, anche se gran parte della sua rotazione venne spostata sui canali tematici. Qualche tempo dopo la musica venne trasmessa esclusivamente nella prima mattinata o in forma condensata nello show Total Request Live. A seguito di questa rivoluzione, il cantante statunitense Justin Timberlake, sfidò la rete chiedendo a questa di "trasmettere più dannati video!", durante un discorso che tenne agli MTV Video Music Awards 2007.
Nonostante la sfida lanciata da Timberlake, MTV continuò nel suo violento processo di riduzione musicale. Nel 2007 vennero eliminati programmi storici della rete come "Buzzworthy" (dedicato agli artisti emergenti), "Breakthrough" (per i video di grande impatto visivo), e "Spanking New" (per gli ultimissimi video in circolazione).

## Programmazione musicale

### I primi VJ
I primi cambiamenti di MTV iniziarono dopo la top 40 delle radio. Infatti ogni video veniva introdotto da un uomo o una donna e in seguito trasmesso. Questi conduttori presero il nome di VJ (video jockey), che fu coniato da un gioco di parole sulla sigla DJ. I primi cinque VJ di MTV nel 1981 erano Nina Blackwood, Mark Goodman, Alan Hunter, J.J. Jackson e Martha Quinn.
I VJ avevano così il compito di accompagnare lo spettatore nella lunga selezione di video programmata da MTV, che veniva alternata da notizie musicali, interviste e promozioni. Questi segmenti venivano trasmessi 24 ore al giorno, 7 giorni a settimana, ma venivano pre-registrati durante la settimana corrente negli studi di MTV.
I primi video musicali che coprivano gran parte della programmazione di MTV negli anni ottanta erano spesso clip grezzi di concerto o promozionali, talvolta commissionati dalle stesse case discografiche, e potevano essere trovati da qualunque fonte.
Diverse band rock degli anni 1980 riconobbero il successo grazie ad MTV. La maggior parte di loro suonava musica new wave, hard rock o heavy metal come Adam Ant, Blondie, Eurythmics, Culture Club, Mötley Crüe, Split Enz, Prince, Ultravox, Duran Duran, Van Halen, Bon Jovi, Ratt, Def Leppard, The Police, e The Cars. MTV trasmetteva inoltre video musicali di "Weird Al" Yankovic, che ha principalmente basato la sua carriera sulle parodie di video musicali di altri artisti.
MTV ha anche trasmesso diversi video di artisti rock, come David Bowie, Dire Straits (i quali nel testo del brano Money for Nothing citavano sia MTV che il suo slogan "I want my MTV"), Journey, Rush, Aerosmith, John Mellencamp, Billy Joel, Genesis, Billy Squier, Robert Palmer, Rolling Stones, Rod Stewart, The Who e ZZ Top; solisti emergenti come Robert Plant, Phil Collins, Paul McCartney, David Lee Roth, e Pete Townshend; i supergruppi come Asia, Power Station, The Firm, Traveling Wilburys, nonché Michael Stanley Band, Shoes, Blotto e Taxxi. I KISS fecero la loro prima comparsa senza trucco su MTV nel 1983.
Durante i primi anni di vita del canale, MTV occasionalmente invitava alcuni artisti e comici di fama internazionale a presentare i video musicali come improvvisati VJ, tra questi vanno ricordati Adam Ant, Billy Idol, Phil Collins, Simon LeBon, Nick Rhodes dei Duran Duran, Tina Turner, Eddie Murphy, Martin Short, Dan Aykroyd, e Steven Wright; i quali sceglievano i loro video musicali preferiti.

### Video Music Awards
Nel 1984 la rete produce i suoi primi MTV Video Music Awards, conosciuti anche con l'acronimo di VMAs. Visti come misura di auto-indulgenza da parte di una rete principiante, i "VMAs" furono creati come una sorta di antidoto per i Grammy Awards. La prima edizione dello show del 1984, è soprattutto ricordata dai media per la provocatoria esibizione di Like a Virgin di Madonna in cui la cantante, vestita da sposa, si rotolava lascivamente sul palco. I vincitori delle varie categorie vengono omaggiati con una statuetta raffigurante l'uomo sulla luna di MTV, icona simbolo della rete, nonché prima immagine trasmessa nel 1981. I Video Music Awards sono l'evento annuale più guardato su MTV e uno dei pochi programmi musicali rimasti sulla rete.

### La musica alternativa
Furono i Nirvana a dare una svolta nella programmazione di MTV con il loro sound alternative rock nel 1991 attraverso il video di Smells Like Teen Spirit. Verso la fine del 1991 e l'inizio del 1992, MTV cominciò a trasmettere sempre di più video di artisti di questo genere, come Nirvana, Pearl Jam, Alice in Chains, Soundgarden, Nine Inch Nails, Tori Amos, PM Dawn, Arrested Development, Björk, e Gin Blossoms. MTV aumentò nuovamente la rotazione di tali video attraverso il programma settimanale 120 Minutes prima e lo show quotidiano Alternative Nation poi, entrambi destinati a trasmettere video alternative e underground. Di conseguenza, diminuì fortemente dai palinsesti di MTV la presenza di videoclip rock, anche se durante quel periodo artisti come Aerosmith e Tom Petty rientravano regolarmente nella rotazione della rete.
Dal 1993, la musica alternativa raggiunse l'apice, attraverso i videoclip di Stone Temple Pilots, Soul Asylum, Rage Against the Machine, Tool, Beck, Therapy?, Radiohead, The Smashing Pumpkins, Weezer, Collective Soul, Blind Melon, The Cranberries, Bush, e Silverchair, 4 Non Blondes.
Negli anni successivi, dal 1994 al 1997, MTV iniziò invece a dare maggior spazio agli artisti pop, tra cui vanno ricordati i Green Day e The Offspring, nonché agli artisti ska-rock come No Doubt, The Mighty Mighty Bosstones, e Sublime. Anche gli artisti pop solisti vennero aggiunti alla rotazione dei videoclip di MTV, tra questi figuravano i nomi di Alanis Morissette, Jewel, Fiona Apple e Sarah McLachlan.

### Elettronica e pop
Dal 1997, MTV pose particolare attenzione verso la musica elettronica, introducendo nella sua rotazione sempre più videoclip di tale genere. Gli artisti presenti nella playlist della rete furono The Prodigy, The Chemical Brothers, Moby, Aphex Twin, Daft Punk, The Crystal Method, e Fatboy Slim. Alcuni artisti già presenti da tempo su MTV, cominciarono anche loro ad adeguarsi alle leggi dettate dal nuovo mercato discografico, tra cui Madonna, U2, David Bowie, Radiohead e Smashing Pumpkins.
Verso la fine dell'anno, l'attenzione di MTV si spostò invece verso la musica pop, dovuta anche all'incredibile successo delle Spice Girls e dalla nascita delle boyband in Europa. Tra il 1998 e il 1999, la programmazione di MTV era principalmente basata sulla messa in onda di video dei Backstreet Boys e 'N Sync, e delle nuove "principesse" del teen pop come Britney Spears, Christina Aguilera, Mandy Moore, e Jessica Simpson. La messa in onda di videoclip rock, electronica, e alternative venne bruscamente ridotta. La musica hip-hop invece continuò ad essere regolarmente trasmessa, attraverso i video di Puff Daddy, Master P, DMX, Busta Rhymes, Jay Z, Missy Elliott, Eminem, Ja Rule. R&B venne invece maggiormente rappresentato dai brandi delle Destiny's Child ,di Ashanti e di Brandy.

### Return of the Rock
Dalla fine del 1997, MTV ridusse progressivamente la messa in onda di video rock, portando alla nascita dell'espressione popolare "Rock is dead" (Il rock è morto) La brusca riduzione della musica rock da parte di MTV fu dovuta al fatto che i fan di tale genere erano sempre meno materialistici e non sopportavano comprare musica basandosi sui suggerimenti filtrati dalla televisione. MTV così rivolse l'attenzione solo alla musica pop, hip hop e R&B. I programmi a tema rock vennero completamente rimossi e le categorie presenti ai Video Music Awards scesero ad una.
Durante questi anni fino al 2004, MTV tentò comunque di reintrodurre la musica pop rock. Tra il 1998 e il 1999, la band punk-rock dei Blink-182 veniva spesso trasmessa da MTV con il video "All the Small Things", in cui questi si prendevano gioco di alcune boyband che MTV stava mandando in onda in quegli anni. Nel frattempo, alcune band rock che non stavano ricevendo a sufficienza il supporto di MTV, come i Korn e i Creed continuarono comunque a vendere dischi. In seguito, grazie all'uscita dell'album Follow the Leader dei Korn, MTV cominciò nuovamente a trasmettere i video dei Korn "Got the Life" e "Freak on a Leash", che divenne popolarissimo.
Una band strettamente legata ai Korn, Limp Bizkit, ricevette il privilegio di comparire nella rotazione di MTV grazie alla cover di George Michael "Faith", che divenne una hit a livello mondiale. Consequenzialmente, MTV decise di aumentare la trasmissione di video rap e rock, introducendo i Limp Bizkit, Kid Rock, Rob Zombie, i Red Hot Chili Peppers, e i Foo Fighters.
Nell'autunno del 1999 MTV annunciò l'arrivo di uno speciale per il fine settimana intitolato Return of the Rock, in cui vennero trasmessi diversi video rock di band di tutti i tempi, come System of a Down, Staind, Godsmack, Green Day, Incubus, Papa Roach, P.O.D., Sevendust, Powerman 5000, Slipknot, Kittie, e Static X.
Dal 2000, alle band precedentemente elencate, vennero aggiunte quelle dei Sum 41, Linkin Park, Jimmy Eat World, Mudvayne, Cold, At the Drive-In, Alien Ant Farm. Contestualmente, MTV lanciò il canale digitale via cavo MTVX, dedito alla trasmissione di videoclip rock, esperimento che durò fino al 2002. In seguito venne lanciato la striscia quotidiana di video rock dal nome Return of the Rock che durò fino al 2001, anno in cui venne rimpiazzata dal suo successore, All Things Rock, trasmesso dal 2002 al 2004.

### Total Request Live

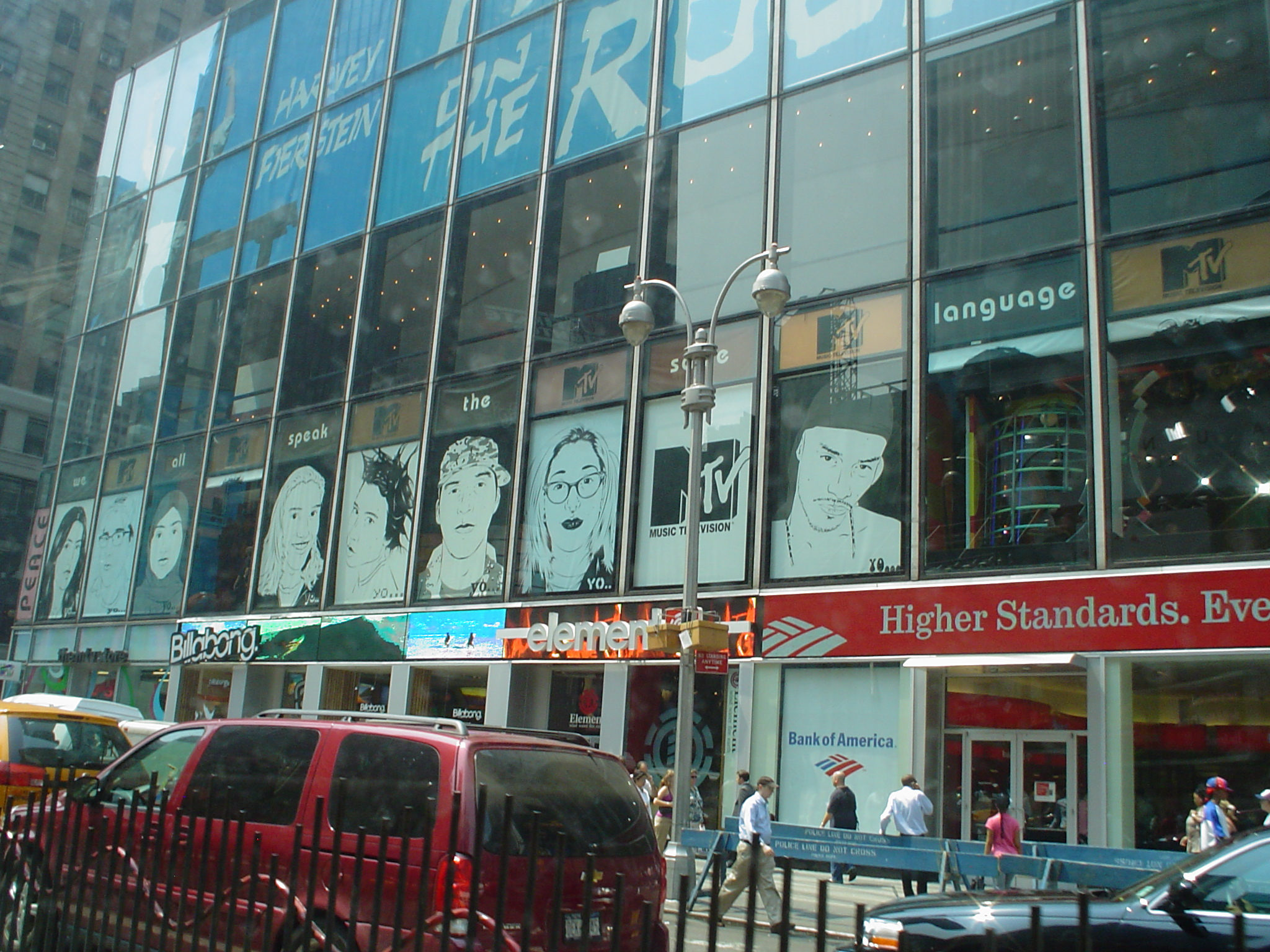
Gli studi di TRL a Times Square.

Nel 1997, MTV venne aspramente criticata dagli spettatori di non trasmettere abbastanza video musicali come in passato. La risposta di MTV fu la creazione di quattro show incentrati sui video musicali: MTV Live, Total Request, Say What? e 12 Angry Viewers. Fu proprio durante questi anni, inoltre, che MTV aprì i suoi nuovi studi a Times Square. Un anno dopo, MTV fuse i due show Total Request e MTV Live in uno show contenente una classifica di dieci video, Total Request Live, ampiamente conosciuto con l'acronimo di TRL, che si confermò essere il programma di punta della rete.
Il primo conduttore di TRL, Carson Daly, portò alla popolarità lo show. Durante il suo primo anno di vita, ogni giorno centinaia di fan urlanti si appostavano proprio sotto gli studi di TRL. Nell'autunno del 1999, venne data la possibilità di assistere agli spettatori alle puntate dello show direttamente negli studi. Nella primavera del 2000, la classifica raggiunse un notevole successo e sempre più clic da parte dei fan, che creavano un countdown di video di vario genere, teen pop, rock, R&B, hip hop, che veniva a sua volta alternato da interviste e performance live.
Altri programmi trasmessi in parallelo a TRL furono Say What? Karaoke, un game show condotto da Dave Holmes che in seguito prese il nome di Say What?; TRL Wannabes, che trasmetteva i video che per un soffio non erano entrati nella classifica di TRL; VJ for a Day, in cui vi erano dei casting per ricercare nuovi volti per la rete.

### Anni 2000
Durante gli attacchi dell'11 settembre, al World Trade Center e al Pentagono, MTV sospese la quotidiana programmazione, così come il suo canale VH1, per trasmettere ininterrottamente il simulcast del canale CBS News, fino alle 23:00 del giorno stesso. Subito dopo, la programmazione fu principalmente basata su una ripetizione di video musicali senza interruzioni pubblicitarie e da una edizione speciale di TRL trasmessa il 14 settembre 2001.
Nel 2002, Carson Daly lasciò MTV e TRL per proseguire la sua carriera da conduttore alla NBC. Dopo il suo addio, cominciò lentamente il declino di Total Request Live. Nonostante ciò lo show continuò regolarmente la sua messa in onda, ma MTV decise dopo dieci anni di cancellarlo e di trasmettere per l'occasione un episodio finale, Total Finale Live, che venne trasmesso il 16 novembre 2008 e venne condotto dai vari VJ storici.
Prima della sua fine nel 2008, la risorsa principale di video musicali per MTV rimase Total Request Live, il quale trasmetteva quattro volte a settimana ma non mandava comunque in onda per intero i vari videoclip presenti in classifica. Contemporaneamente, MTV era alla ricerca di nuovi format televisivi che rimpiazzassero la lunga e onorata carriera di TRL.
Nell'estate 2008, MTV trasmise il nuovo FNMTV, un contenitore di video musicale (che aveva anche uno speciale settimanale intitolato FNMTV Premieres) condotto da Los Angeles da Pete Wentz dei Fall Out Boy. Il programma mostrava quindi i nuovi video musicali in circolazione e seguiva i commenti a caldo dei telespettatori.
FNMTV Premieres venne cancellato prima dell'edizione 2008 degli MTV Video Music Awards. Vi furono alcuni speciali che riportarono la nomenclatura del programma, dapprima a dicembre dello stesso anno e in seguito durante lo spring break del 2009. Lo show in seguito non fece mai ritorno nei palinsesti, lasciando così MTV, per la prima volta nella sua storia, senza programmi musicali condotti da VJ. Il marchio FNMTV venne comunque riutilizzato dalla rete nell'ultima parte del 2008, ma si trattò in questo caso di un semplice contenitore di video a rotazione. Tuttavia, anche questa versione del marchio scomparve dai palinsesti di rete nel gennaio 2009.
La musica tornò nuovamente su MTV nel marzo 2009, con un blocco denominato AMTV che mostra diversi videoclip musicali, ma in orari in cui gli spettatori sono a letto, a scuola o al lavoro (dalle 3:00 di notte alle 9:00 di mattina) A differenza del suo predecessore FNMTV, AMTV alterna tra un video e l'altro notizie, interviste e performance live. AMTV è l'unico programma televisivo di MTV dedicato al mondo della musica.

### Anni 2010
MTV ha fatto risorgere dalle sue ceneri lo storico show MTV Unplugged con le performance di Adele, Katy Perry, e Paramore. Tuttavia, a differenza degli Unplugged passati, questi vengono registrati e trasmessi esclusivamente sul sito web di MTV, MTV.com. Nonostante ciò, sporadicamente qualche mini clip di questi speciali vengono trasmessi su MTV durante il blocco musicale AMTV. Il 12 giugno 2011, invece, MTV e MTV2 hanno trasmesso una nuova puntata di MTV Unplugged, con protagonista il rapper Lil Wayne, anziché preferire il debutto via web. Un secondo episodio è stato poi trasmesso l'8 aprile 2012 con protagonisti i Florence and the Machine.
L'irriverente cartone animato Beavis and Butt-head è ritornato sugli schermi di MTV ad ottobre 2011. Così come la versione originale che venne trasmessa dal 1993 al 1997, anche la versione moderna del cartone trasmette le critiche e le prese in giro da parte dei due protagonisti verso i nuovi video musicali.
MTV ha inoltre lanciato il 12 aprile 2012 un nuovo talk show dal nome Hip Hop POV, condotto da Amanda Seales, Bu Thiam, Charlamagne, Devi Dev e Sowmya Krishnamurthy. Nello show i conduttori commentano le ultime news della cultura hip hop, mostrando inoltre varie opinioni sulla nuova musica, interviste agli artisti ecc.
MTV ha lanciato un nuovo talk show in diretta, It's On with Alexa Chung, il 15 giugno 2009. L'host del programma, Alexa Chung, fu descritta come una "giovane, più giovane versione Web 2.0" di Jimmy Fallon. Nonostante il programma venga registrato negli stessi studi dove veniva trasmesso TRL, il network ha voluto precisare che "l'unico elemento che accomuna i due programmi è il posto in cui viene mandato in onda. It's On venne poi cancellato alla fine dell'anno, facendo così tornare MTV di nuovo alla situazione precedente.
Subito dopo la morte dell'icona pop Michael Jackson avvenuta il 25 giugno 2009, MTV ha trasmesso alcuni dei suoi video musicali per celebrare il suo operato e la sua eredità. Il canale ha trasmesso per diverse ore numerosi video di Jackson, alternandoli da notizie dell'ultima ora sulla morte del cantante e su commenti e reazioni delle celebrità internazionali. MTV ha nuovamente dato spazio alla musica a seguito della morte di Whitney Houston l'11 febbraio 2012, e quella di Adam Yauch dei Beastie Boys il 4 maggio 2012.
La rete ha nuovamente provato a reintrodurre programmi in diretta nei suoi palinsesti: a settembre 2010 ha lanciato il programma The Seven, che però non ha riscosso il successo sperato e che è stato cancellato poco prima dell'inizio dell'estate dell'anno successivo. MTV trasmette sporadicamente qualche speciale in diretta intitolato MTV First. Il segmento, prodotto da MTV News, ha debuttato all'inizio del 2011 e vede come conduttore un corrispondente di MTV News che presenta un'intervista ad un'artista o un attore impegnato nella promozione rispettivamente, di un nuovo video musicale o un trailer di un suo nuovo film. Fin dal suo debutto nel 2011, MTV First ha ospitato diverse celebrità del mondo della musica, come Lady Gaga, i Foo Fighters, Usher e Justin Bieber. Vista l'assenza di programmi quotidiani in diretta come TRL, It's On with Alexa Chung e The Seven, il canale ora utilizza MTV First come programma per promuovere le ultime novità in fatto di musica e invitare i telespettatori all'approfondimento sul sito web della rete.

## Programmazione non musicale
Dopo l'espansione di MTV con i suoi canali tematici, i video musicali sono quasi spariti dalla programmazione, in favore di reality show e serie televisive che hanno idealmente e contestualmente sostituito la storica figura del VJ.

### Evoluzione dei format
Nel 1985, la Viacom acquistò la Warner-Amex Satellite Entertainment, che possedeva MTV e Nickelodeon, rinominando la compagnia in MTV Networks e cominciando la sua espansione. Prima del 1987, MTV trasmetteva esclusivamente video musicali ma, col passare del tempo, introdusse un'ampia gamma di programmi non necessariamente musicali.
Questi programmi non musicali partirono negli anni '80 con l'introduzione dello show The Week in Rock, che segnò anche l'inizio della divisione notizie di MTV, MTV News. Durante questi anni, MTV introdusse inoltre un notiziario sul mondo della moda, House of Style; uno show per ballare, Club MTV; e un game show, Remote Control. Questi programmi ovviamente non mostravano video musicali, ma facevano comunque ampio uso di musica.
Subito dopo il successo degli MTV Video Music Awards, per unire la cultura pop con quella cinematografica, MTV introdusse nel 1992 gli MTV Movie Awards, che ancora vengono celebrati annualmente. MTV ha inoltre creato nel 1994 (dieci anni dopo il debutto dei VMAs), sulla falsariga della controparte americana, la stessa serata di premiazione in Europa con il nome di MTV Europe Music Awards, o EMAs.
All'inizio degli anni novanta, MTV creò persino i due primi reality show del mondo: The Real World e Road Rules.

### Reality show

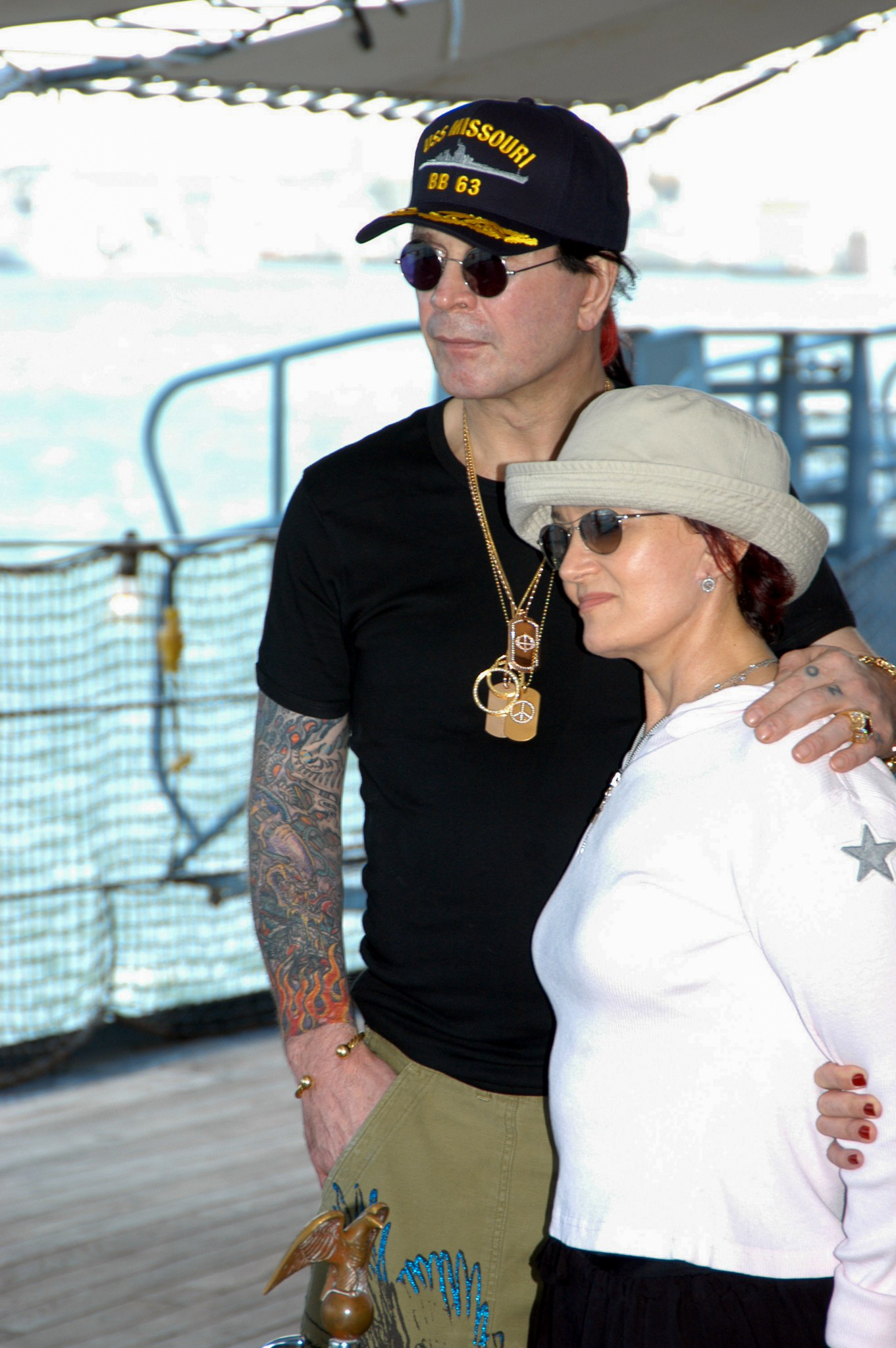
Ozzy e Sharon Osburne: i protagonisti del reality show The Osbournes.

Durante gli anni novanta, MTV pose una particolare attenzione verso i reality show, producendo i famosi successi di The Real World e Road Rules. La prima ondata di questi programmi vi fu nella metà degli anni 90, con game show come Singled Out, basato sul programma televisivo Buzzkill, e le rubriche notturne come The Jon Stewart Show e Loveline.
L'ondata successiva vi fu verso la fine degli anni 90, tempi in cui l'attenzione di MTV era ormai rivolta a programmi comici come The Tom Green Show e Jackass, game show come Real World/Road Rules Challenge, The Blame Game, webRIOT, e Say What? Karaoke. Un anno dopo, nel 2000, MTV's Fear, divenne uno dei primi reality show basati sulla paura in cui i partecipanti filmavano sé stessi.
Alcuni dei reality show di MTV seguivano le vite di musicisti. Ad esempio The Osbournes, reality show lanciato nel 2002 basato sulla vita quotidiana del frontman dei Black Sabbath Ozzy Osbourne, di sua moglie Sharon e dei loro due figli Jack e Kelly. Questo programma fu il trampolino di lancio per la carriera da cantante per Kelly Osbourne, mentre aprì le porte a Sharon Osbourne per condurre uno show tutto suo sulla televisione americana. La produzione terminò nel novembre 2004.
Nel 2003, invece, MTV lanciò Punk'd, un progetto ideato da Ashton Kutcher in cui vengono fatti degli scherzi divertenti e irriverenti alle celebrità, e Pimp My Ride, in cui viene rimesso a nuovo qualsiasi veicolo. Un altro show popolare fu Newlyweds: Nick and Jessica, reality che seguiva la vita di Jessica Simpson e Nick Lachey. La serie ottenne ascolti molto alti, tant'è che ebbe quattro stagioni che vennero trasmesse tra il 2003 e il 2005. La coppia in seguito divorziò. Il successo della serie fu seguito nel giugno del 2004 da The Ashlee Simpson Show, che documentava gli inizi della carriera musicale di Ashlee Simpson, sorella minore di Jessica Simpson.
Tra il 2005 e il 2006, MTV continuò la sua corsa ai reality show, con il debutto di popolare serie televisive come 8th & Ocean, Laguna Beach: The Real Orange County, NEXT, The Hills, Two-A-Days, My Super Sweet 16, e Parental Control. Altro show di rilievo fu Viva La Bam, con protagonista Bam Margera.
Nel 2007, MTV trasmise il reality show A Shot at Love with Tila Tequila, in cui Tila Tequila era alla ricerca di un nuovo compagno o compagna, viste le sue tendenze bisessuali (le quali, tra l'altro, furono oggetto di critiche). Fu il secondo show più visto nella storia di MTV, subito dietro a The Hills. Vi fu persino uno spin-off di A Shot at Love, intitolato That's Amoré!, in cui il protagonista è Domenico Nesci.

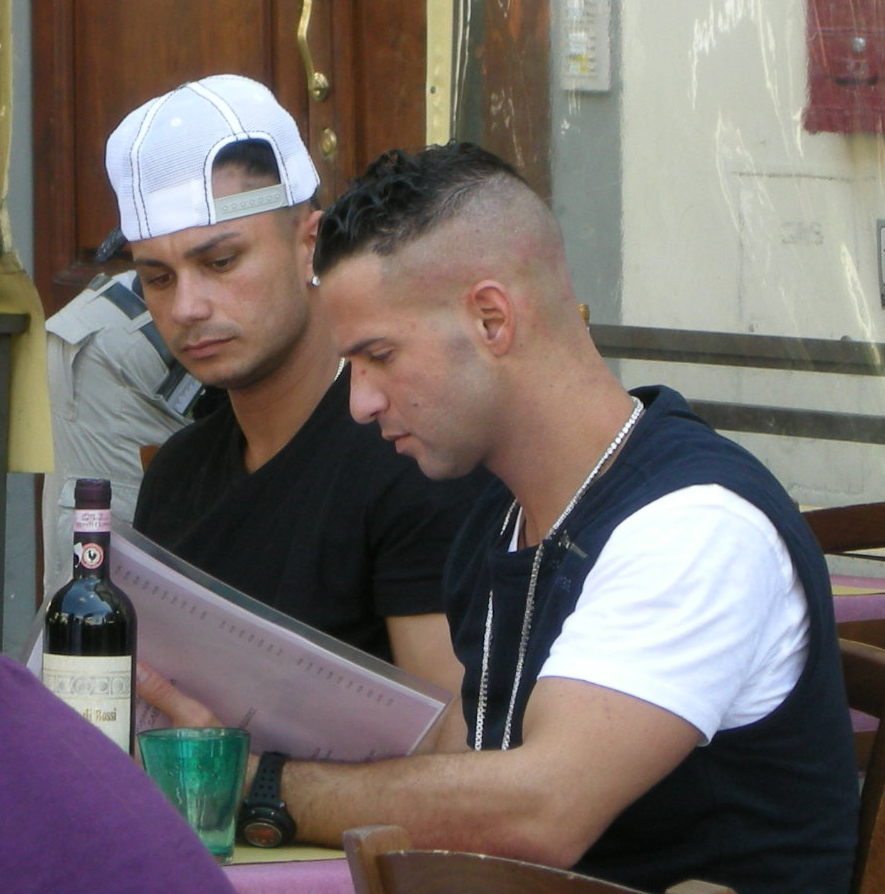
Pauly D e The Situation, protagonisti di Jersey Shore.

MTV ha inoltre collaborato nell'ottobre 2008 con l'ereditiera Paris Hilton, attraverso il reality Paris Hilton's My New BFF. Nel 2009, ha trasmesso il second programma in collaborazione con Snoop Dogg, Dogg After Dark, e lo show College Life, girato alla University of Wisconsin-Madison.
Nel tardo 2009, MTV spostò nuovamente la sua attenzione a programmi sulla falsariga di Real World, con il lancio di Jersey Shore, il programma che ha avuto degli ascolti sorprendenti sulla rete e che ha causato delle innumerevoli controversie a causa dei suoi contenuti, mentre nel 2017 è iniziata la produzione del similare MTV Floribama Shore.
Il canale ha inoltre cominciato a trasmettere durante lo stesso periodo il nuovo show 16 anni e incinta, che documenta le vite di adolescenti che aspettano un bambino. La serie ha poi avuto un seguito dal titolo Teen Mom, che segue le storie delle ragazze raccontate nella serie madre, ma dopo il parto.
MTV ha riscosso ancora una volta successo con The Buried Life, un programma con protagonisti quattro amici che amano viaggiare e vogliono completare la lista delle "100 cose da fare prima di morire" aiutando chi incontrano nel loro lungo cammino.
Negli ultimi anni, oltre al lancio del programma televisivo Ridiculousness, viene riesumato lo show comico Punk'd, il quale non viene più condotto da Ashton Kutcher ma da una serie di volti noti legati alla musica e al cinema. Inoltre, grazie al successo di Jersey Shore, vengono lanciati gli spin-off Pauly D: da Jersey Shore a Las Vegas e Snooki & JWoww.

### Cartoni animati
In un periodo di continue offerte per diventare una rete molto diversa, focalizzata sulla cultura e sulla gioventù, come anche sulla musica, MTV introdusse cartoni animati nel suo palinsesto negli anni novanta. I cartoni animati (originariamente importati dalla BBC, successivamente acquisiti e prodotti da MTV) erano una delle prime reti incentrate sui mezzi. In aggiunta come divulgazione gli show vennero creati proprio per MTV, le reti così emettevano episodi di serie create da stazioni gemelle (Nickelodeon) nel 1990.
La storia dei cartoni di MTV è caratterizzata dalla scelta dell'affronto di certi temi, i quali vengono trattati in cartoni come Beavis and Butthead, Celebrity Deathmatch, Kenneth b Kenneth b show e Daria. Sebbene il canale dopo il debutto abbia avuto altri cartoni animati, alcuni di essi sono stati rinnovati per altre stagioni, a seconda della loro ricezione.
Nel 2009 il canale ha lanciato i corti di Popzilla, che mostrano alcune celebrità in versione animate. Nel 2011, dopo essere stati lontani dalle scene della rete per ben 14 anni, tornano gli irriverenti Beavis and Butthead, ed insieme a loro il nuovo cartone animato Good Vibes.

### Serie comiche e fiction
MTV ha da sempre prodotto innumerevoli serie commedie e drama. Esempi lampanti sono quelli presenti tra anni novanta e anni 2000, tra cui Just Say Julie, The Ben Stiller Show, The State, The Jenny McCarthy Show, The Lyricist Lounge Show, e Doggy Fizzle Televizzle, nonché soap opera come Undressed e Spyder Games.
Il canale ha proseguito con programmi di questo tipo anche anni dopo. Sono state infatti introdotte serie televisive che hanno riscosso un discreto successo nello spettatore medio statunitense, come Diario di una nerd superstar, Hard Times - Tempi duri per RJ Berger, Skins e Teen Wolf. Nel giugno 2012, MTV ha confermato l'intenzione di produrre una serie che si basa sulla saga di Scream, che arriva in tv nel 2015 e si intitola Scream.

## Influenza nella società
Sin dal suo debutto sugli schemi televisivi, MTV ha avuto un profondo impatto sull'industria musicale e sulla cultura di massa. I suoi slogan come "I want my MTV" (Voglio la mia MTV) sono diventati simbolo di intere generazioni, il concetto di VJ è stato ripreso e applicato da diverse emittenti televisive, ed inoltre artisti e telespettatori, nonché appassionati del genere, hanno trovato una posizione centrale per le notizie, concerti, eventi, e promozione. MTV è stato citato innumerevoli volte nella cultura di massa da musicisti, celebrità, altri canali e programmi televisivi, film, libri e siti web.

### Attività sociali e politiche
Nel 1992, MTV iniziò una campagna pro-democratica chiamata Choose or Lose, per incoraggiare i 20 milioni di abitanti americani a votare. Alla fine del 1999, MTV promosse una campagna annuale conosciuta come Fight For Your Rights, con lo slogan "Speak Out/Stand Up Against Violence" ("Alzati contro la violenza") per far conoscere la consapevolezza sul crimine americano, sulla droga e sugli atti di violenza. Il 6 aprile del 2001 MTV cessò la sua regolare programmazione per 24 ore per far capire alla gente i numerosi crimini di avversione avvenuti durante l'anno. Proprio in quella notte MTV trasmise il TV movie Anatomy of a Hate Crime, basato su una storia realmente accaduta ad un ventunenne (Matthew Shepard), uno studente universitario gay.
MTV inoltre ha trasmesso il viaggio della band dei Sum 41 che aveva fatto tappa nella Repubblica Democratica del Congo documentando i conflitti che c'erano lì. Il gruppo però dovette subito far ritorno in America poiché fu messo in mezzo ad una sparatoria davanti all'Hotel dove alloggiavano. L'ultima campagna di MTV è think MTV che tratta gli argomenti sulla politica, sui matrimoni dello stesso sesso, delle elezioni negli Stati Uniti e della guerra negli altri paesi. Lo slogan del programma "Reflect. Decide. Do." (Rifletti. Decidi, Reagisci).

### Fine della barriera razziale

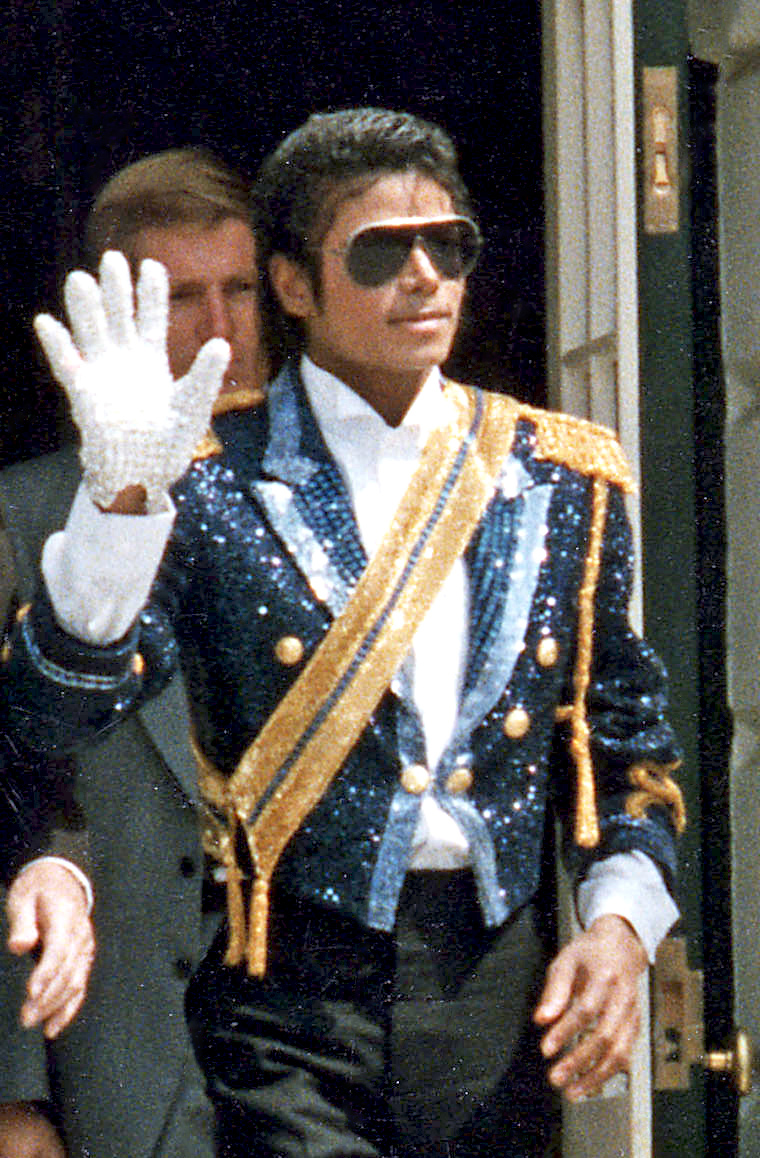
Michael Jackson, la cui discografia comprende importanti video musicali come "Beat It", "Billie Jean", e "Thriller".

Durante i suoi primi anni di trasmissioni, solo pochi artisti neri comparivano nella rotazione dei video musicali del canale. Tra questi figuravano i nomi di Eddy Grant, Tina Turner, Donna Summer, Musical Youth, Herbie Hancock, Grace Jones, e Prince. Il primo vero e proprio artista non-bianco ad essere trasmesso da MTV negli USA fu la band inglese dei The Specials, il quale gruppo era composto da membri di pelle bianca e nera. Il video dei The Specials "Rat Race" fu il 58º video ad essere trasmesso durante il primo giorno di vita del canale.
MTV rifiutò la trasmissione di molti altri video di artisti neri, come "Super Freak" di Rick James. L'esclusione fece infuriare James, tant'è che avanzò con convinzione l'obbligo di aggiungere altri video di artisti neri sul canale. Anche una leggenda del rock come David Bowie contestò ad MTV la mancanza di artisti di colore nella rotazione dei video musicali durante un'intervista con il VJ Mark Goodman nel 1983. Persino l'head of talent acquisition Carolyn Baker, si chiese perché non fosse possibile trasmettere questo tipo di video musicali. "La linea editoriale di MTV di non mandare musica nera venne giustificata dalla non così ben specificata "ricerca", disse Baker alcuni anni dopo. "Ma la ricerca era basata sull'ignoranza, eravamo giovani all'avanguardia. Ma ovviamente non c'era bisogno di essere all'avanguardia del razzismo." Tuttavia fu proprio Baker a rifiutare il videoclip Super Freak di Rick James giustificandosi così: "Nel video comparivano diverse donne seminude, e non era affatto carino. Come donna nera, non volevo rappresentare la mia gente così".
Il responsabile della programmazione musicale Buzz Brindle affermò in una intervista del 2006, "Originalmente MTV era destinato ad essere un canale di sola musica rock. Fu quindi difficile per la rete trovare artisti afro-americani che suonassero musica rock." Craig Marks e Rob Tannenbaum invece fecero notare che il canale "trasmetteva nel frattempo decine di video di artisti bianchi che necessariamente non suonavano musica rock". Andre Goodwin scrisse in seguito "MTV ha sempre rifiutato il razzismo, ma purtroppo seguiva le leggi dettate dal mercato rock" (che, tuttavia, furono conseguenze di una interminabile storia sul razzismo). Il vice presidente esecutivo Les Garland lamentò anni dopo, "Il fatto più disgustoso è che non vi era una grande scelta di videoclip di artisti neri. Le case discografiche non si degnavano nemmeno di finanziarli. Ma queste non si sono mai accusate di essere razziste."
Prima del 1983, anche Michael Jackson faticò ad entrare nella playlist dei video di MTV. Per risolvere questo spiacevole episodio e per mettere fine alla barriera razziale, l'allora presidente della CBS Records, Walter Yetnikoff, denunciò pubblicamente MTV, minacciando di togliere alla rete la possibilità di trasmettere tutti i video musicali di proprietà dell'omonima etichetta discografica. Nonostante ciò, Les Garland, rivelò che decise di mandare "Billie Jean" di Jackson, senza aver ricevuto alcuna pressione dalla CBS. Questo venne però in seguito smentito dal delegato della CBS David Benjamin in un'intervista di Vanity Fair.
Stando al quotidiano The Austin Chronicle il video di Jackson "Billie Jean" fu "il video che ruppe la barriera razziale, nonostante fu lo stesso canale ad erigerla". Ma il cambiamento non fu immediato. "Billie Jean", infatti, non venne aggiunto alla playlist di MTV allo stesso modo degli altri video presenti sulla rete (cioè tre volte al giorno) fino a che questo non raggiunse la prima posizione nella Billboard Hot 100. Un mese dopo (e una settimana prima dell'uscita del nuovo video di Jackson "Beat It"), il video venne trasmesso sempre più volte al giorno. Entrambi i video venivano trasmessi tantissime volte durante una sola giornata, e così fu per i due mesi a seguire; alla fine dell'estate MTV interruppe la messa in onda di entrambi i brani. L'impatto fu comunque permanente. Mentre Jackson si apprestava a terminare le riprese di "Thriller", questo aprì le porte a diversi artisti neri nella rotazione dei video di MTV, come Prince, Whitney Houston, e la stessa sorella minore di Jackson Janet Jackson.
Jonathan Cohen della rivista Billboard fece notare come "il sound e le spettacolari coreografie presenti nei video dei brani di Janet Jackson erano irresistibili per MTV, e proprio questo fatto aiutò il canale ad evolvere da rete esclusivamente rock a network di diversi generi musicali". Qualche tempo dopo infatti, generi musicali come rap e hip hop entrarono regolarmente nella rotazione di MTV. La maggioranza degli artisti rap presenti su MTV negli anni '80, tra cui Run-DMC, The Fat Boys, Whodini, LL Cool J e i Beastie Boys, provenivano dalla East Coast.

### Censure
MTV ha modificato il montaggio di diversi video musicali per rimuovere qualsiasi riferimento a droghe, sesso, violenza, armi da fuoco, razzismo, omofobia, o pubblicità. Molti video musicali vennero quindi censurati, trasmessi solo durante le ore notturne, o addirittura esclusi dalla programmazione del canale.
Durante gli anni '80, diverse associazioni accusarono MTV di trasmettere video musicali contenenti chiare immagini ed espliciti riferimenti al satanismo. MTV si vide così costretta a modificare la sua politica di trasmissione, e vennero quindi esclusi dalla programmazione anche tutti i video che contenevano temi antireligiosi. Vennero quindi rimossi dalla rotazione quotidiana i video di "Jesus Christ Pose" dei Soundgarden nel 1991 e "Megalomaniac" degli Incubus nel 2004.

## Canali televisivi correlati

### Altri canali della famiglia MTV
L'avvento della TV satellitare e della TV via cavo ha suscitato negli Stati Uniti la crescita dei canali firmati MTV: i tre più importanti che trasmettono solo ed esclusivamente musica sono MTV2, MTV Hits (disponibile anche in Italia) e MTV Jams.
Nel 1985, MTV vide l'introduzione del suo primo vero secondo canale, VH1, sigla che sta per Video Hits One. MTV Networks trasmette ancora VH1 con l'aggiunta di famosi programmi come The Fabulous Life of... e oltre a VH1 trasmette CMT, che manda in onda video musicali country. Con l'avvento dell'Alta definizione anche MTV ha deciso di lanciare il suo canale in HD, creando MHD (Music: High Definition), un canale che trasmette i video di MTV, VH1 e CMT in qualità altissima.
Nel 2005 MTV ha lanciato una serie di canali per gli asio-americani. Il primo canale fu MTV Desi, lanciato nel luglio 2005, dedicato agli abitanti del sud Asia. Il successivo fu MTV Chil, nel dicembre 2005, dedicato ai cino-americani. L'ultimo invece è MTV K, per gli americo-coreani, che è stato lanciato il 27 giugno del 2006.

### Internet

MTV Overdrive.

MTV.com è il sito ufficiale di MTV di cui il canale prospera grazie i programmi che hanno sempre più telespettatori. Le caratteristiche di questo sito includono on-line le ultime news di MTV, podcast, i video più recenti e persino le pubblicità e gli sponsor. Ci sono anche film, profili e interviste con gli artisti in voga e anche clip dai programmi televisivi di MTV. Nel 2006, MTV.com ha trasformato l'intero sito nello stile di MTV Overdrive.

### MTV nel mondo
MTV Networks e Viacom hanno lanciato numerosi canali sempre firmati MTV in altre lingue in tutto il mondo. Questi canali includono:
- Europa: MTV Europe, MTV Czech, MTV UK and Ireland (rinominata MTV One), MTV España, MTV France, MTV Central (nota anche come MTV Germany, visibile in Germania, Austria, Svizzera, Liechtenstein e Lussemburgo e dal 2011 a pagamento), MTV Austria, MTV Portugal, MTV Adria (Serbia, Slovenia, Croazia, Bosnia-Erzegovina, F.Y.R. of Macedonia e Montenegro), MTV Nordic, poi divisa in MTV Denmark, MTV Finland, MTV Norway e MTV Sweden, MTV Italia, MTV NL (Paesi Bassi), MTV Hungary, MTV Polska, MTV România, MTV Moldova, MTV Lietuva (Lituania), MTV Latvija (Lettonia), MTV Eesti (Estonia), MTV Russia, MTV Ukraine; a settembre 2008 è nata MTV Greece;
- America: MTV Canada, MTV Latin America, MTV Puerto Rico, MTV Brasil;
- Africa: MTV Base;
- Asia: MTV Türkiye (Turchia), MTV Israel, MTV Asia, MTV Japan, MTV China, MTV Korea, MTV Philippines, MTV Taiwan/Hong Kong, MTV Pakistan, MTV India, MTV Arabia;
- Oceania: MTV Australia, MTV New Zealand.

## Loghi

1º agosto 1981 - 7 febbraio 2010
8 febbraio 2010 - 11 settembre 2021
In uso dal 12 settembre 2021